# 레오나르다 찬출리
레오나르다 찬출리(이탈리아어: Leonarda Cianciulli, 1894년 4월 14일 ~ 1970년 10월 15일)는 이탈리아의 연쇄살인범이다. 코레조의 비누 제조업자(이탈리아어: la Saponificatrice di Correggio 라 사포니피카트리체 디 코레조[*])라는 별명으로 더 잘 알려져 있으며, 1939년과 1940년 레조에밀리아도의 코레조 마을에서 여성 3명을 살해하고 시체를 가성소다를 사용해 비누와 티케이크로 만들었다.

## 초기 생애
레오나르다 찬출리는 당시 이탈리아 왕국이었던 아벨리노도의 몬텔라에서 태어났다. 젊은 시절 두 차례 자살을 시도했다. 1917년 호적등기소 사무원이었던 라파엘레 판사르디와 결혼했다. 찬출리의 어머니는 다른 남자와의 결혼을 계획했기 때문에 이 결혼을 승낙하지 않았다. 찬출리는 후에 이때 어머니가 자신들에게 저주를 내렸다고 주장했다. 1921년 부부는 판사르디의 고향인 포텐차도의 라우리아로 이주했으며, 찬출리는 1927년 사기 혐의로 기소되어 수감되었다. 출소 후 부부는 아벨리노도의 라체도니아로 이주했다. 1930년 이르피니아 지진으로 집이 파괴된 후 레조에밀리아도의 코레조로 다시 이주하여 작은 가게를 열었다. 찬출리는 동네에서 매우 인기가 있고 존경받는 인물이었다.
찬출리는 결혼 생활 동안 17번의 임신을 했으나 3명은 유산으로 잃었다. 10명은 어린 나이에 사망했다. 그 결과 찬출리는 살아남은 4명의 자녀를 극도로 보호했다. 그의 두려움은 이전에 점쟁이로부터 받은 경고로 인해 더욱 커졌는데, 점쟁이는 그가 결혼하여 자녀를 낳을 것이지만 모든 자녀가 젊은 나이에 죽을 것이라고 말했다. 보도에 따르면 찬출리는 손금을 보는 집시도 찾아갔는데, 집시는 "오른손에서는 감옥이, 왼손에서는 정신병원이 보입니다"라고 말했다.

## 살인
1939년 찬출리는 장남이자 가장 아끼는 자녀인 주세페가 제2차 세계 대전 준비를 위해 이탈리아 왕국 육군에 입대할 것이라는 사실을 알게 되었다. 찬출리는 어떤 대가를 치르더라도 아들을 보호하기로 결심했고, 아들의 안전을 위해서는 인신공양이 필요하다는 결론에 이르렀다. 찬출리는 이웃에 사는 중년 여성 3명을 희생자로 삼았다.

### 파우스티나 세티
찬출리의 첫 번째 희생자인 파우스티나 세티는 평생 결혼하지 않은 미혼 여성으로, 남편감을 찾는 데 도움을 받고자 찬출리를 찾아왔다. 찬출리는 폴라에 적당한 사람이 있다고 말하면서 누구에게도 이 소식을 알리지 말라고 당부했다. 또한 친척과 친구들에게 보낼 편지와 엽서를 미리 써두라고 설득했다. 폴라에 도착하면 모든 것이 잘 되어가고 있다고 알리기 위해서였다. 출발을 준비하며 세티는 마지막으로 찬출리를 찾아왔다. 찬출리는 도끼로 세티를 살해한 뒤 시체를 벽장 안으로 끌고 가서 9토막으로 자르고 혈액은 대야에 받아두었다. 찬출리는 공식 진술에서 그 이후의 상황을 다음과 같이 설명했다.
시신 토막들을 냄비에 넣고 비누를 만들기 위해 구입해둔 가성소다 7kg을 더한 다음, 시신 토막들이 걸쭉하고 검은 죽처럼 녹을 때까지 저었습니다. 그것을 여러 양동이에 부어 근처 정화조에 버렸습니다. 대야에 받아둔 피는 응고될 때까지 기다렸다가 오븐에서 말린 후 갈아서 밀가루, 설탕, 초콜릿, 우유, 달걀, 약간의 마가린과 섞어 반죽했습니다. 바삭한 티케이크를 많이 만들어서 방문객들에게 대접했고, 주세페와 저도 먹었습니다.
일부 자료에 따르면 찬출리는 중매 대가로 세티의 전 재산인 3만 리라를 받은 것으로 전해진다.

### 프란체스카 소아비
프란체스카 소아비가 두 번째 희생자였다. 찬출리는 피아첸차의 여학교에 일자리를 구해주었다고 주장했다. 세티의 경우와 마찬가지로 찬출리는 소아비에게 계획을 상세히 적은 엽서를 써서 친구들에게 보내라고 설득했는데, 이번에는 코레조에서 보내기로 했다. 또한 세티와 마찬가지로 소아비는 출발 전 찬출리를 찾아왔다. 찬출리는 약을 탄 포도주를 건넨 뒤 도끼로 살해했다. 살인은 1940년 9월 5일에 일어났다. 찬출리는 세티의 시신과 같은 방법으로 시신을 처리했으며, 두 번째 희생자로부터 3천 리라를 얻은 것으로 전해진다.

### 비르지니아 카초포
찬출리의 세 번째이자 마지막 희생자는 과거 스칼라 극장에서 소프라노로 활동했다고 전해지는 미망인 비르지니아 카초포였다. 찬출리는 카초포에게 피렌체의 한 신비로운 흥행사 밑에서 비서로 일할 자리를 구해주었다고 했다. 다른 두 여성의 경우와 마찬가지로 찬출리는 어디로 가는지 아무에게도 말하지 말라고 당부했다. 카초포는 이에 동의했고 1940년 9월 30일 찬출리를 마지막으로 찾아왔다. 살인 방식은 앞의 두 건과 동일했다. 그러나 앞의 두 희생자와 달리 찬출리는 시신을 녹여 비누를 만들었다. 찬출리의 진술에 따르면
다른 두 명처럼 그도 냄비에 들어갔습니다... 살이 기름지고 하얬는데, 녹인 다음 향수 한 병을 넣고 오랫동안 끓였더니 꽤 괜찮은 크림 비누를 만들 수 있었습니다. 이웃과 지인들에게 비누를 나눠주었죠. 케이크도 더 맛있었어요. 정말 달콤한 여자였거든요.
찬출리는 카초포로부터 5만 리라와 각종 보석, 채권을 얻은 것으로 전해진다. 심지어 희생자들의 옷과 신발도 모두 팔았다.

## 발각과 재판
카초포의 형제 며느리인 알베르티나 판티는 카초포가 갑자기 사라진 것을 수상히 여겼는데, 마지막으로 찬출리의 집에 들어가는 모습을 목격했었다. 판티는 레조에밀리아 경찰서장에게 우려를 전했고, 경찰서장은 수사를 개시하여 곧 찬출리를 체포했다. 찬출리는 경찰이 아들 주세페 판사르디를 의심하기 전까지는 살인을 자백하지 않았다. 그러나 아들의 혐의를 벗기기 위해 자신이 저지른 일을 상세히 진술했다.

찬출리는 1946년 레조에밀리아에서 살인 혐의로 재판을 받았다. 증인석에서 공식 기록을 정정할 정도로 반성의 기미를 보이지 않았다.
지난주 레조에밀리아 법정에서 '시인' 레오나르다는 기묘하게도 섬세한 손으로 증인석 난간을 움켜쥐고 차분하게 검사의 잘못된 세부사항을 바로잡았다. 깊숙이 자리잡은 검은 눈동자에서는 광기 어린 자부심이 번뜩였고, 마지막으로 이렇게 말했다. "전쟁 막바지에 금속이 그토록 부족했던 조국을 위해 제가 냄비의 기름을 걷어내는 데 썼던 구리 국자를 바쳤습니다..."
찬출리는 유죄 판결을 받아 30년의 징역형과 3년의 정신병원 수감형을 선고받았다. 1970년 10월 15일 포추올리의 여성 범죄자 정신병원에서 뇌졸중으로 사망했다.
희생자들을 끓이는 데 사용된 냄비를 포함한 여러 증거물이 로마 범죄학 박물관에 전시되어 있다.
찬출리를 소재로 한 블랙코미디 연극 《엄마의 부엌에서 펼쳐지는 사랑과 마법》(Love and Magic in Mama's Kitchen)이 1979년 스폴레토 페스티벌에서 리나 베르트뮐러에 의해 처음 공연되었다. 이 연극은 1983년 브로드웨이에서 공연되기 시작했다.

## 미디어 묘사

### 영화
- 마우로 볼로니니의 《블랙 저널》

- 알레산드로 콰드레티의 《비누 제조업자 - 레오나르다 찬출리의 생애》(La Saponificatrice – Vita di Leonarda Cianciulli)

- 로베르토 카푸치 블루 스웨이드 슈츠의 《다 루치아》(Da Lucia)

- 루카 브린치오티의 《레오나르다》(Leonarda, 로사리아 찬출리 주연, 2015년 단편영화)

### 음악
- 처치 오브 미저리의 "Confessions of an Embittered Soul (Leonarda Cianciulli)"

### 연극
- 리나 베르트뮐러의 《엄마의 부엌에서 펼쳐지는 사랑과 마법》(Love and Magic in Mama's Kitchen)

- 안드레아 필라토의 《레오나르다 찬출리: 한 연쇄 살인범의 이야기》(Leonarda Cianciulli: Storia di una serial Killer)